# Прого
Прого (яв. Kali Praga, яванское произношение: ['kali 'prɔgɔ]) — река в южной части центральной Явы, Индонезия. Река проходит через две провинции — Центральная Ява и особый округ Джокьякарта. Исток реки находится на северном склоне вулкана Сундоро на высоте 2500 метров над уровнем моря. Длина реки — 138 км площадь бассейна — 2380 км². Средний расход воды — 30,3 м³/с.

## География

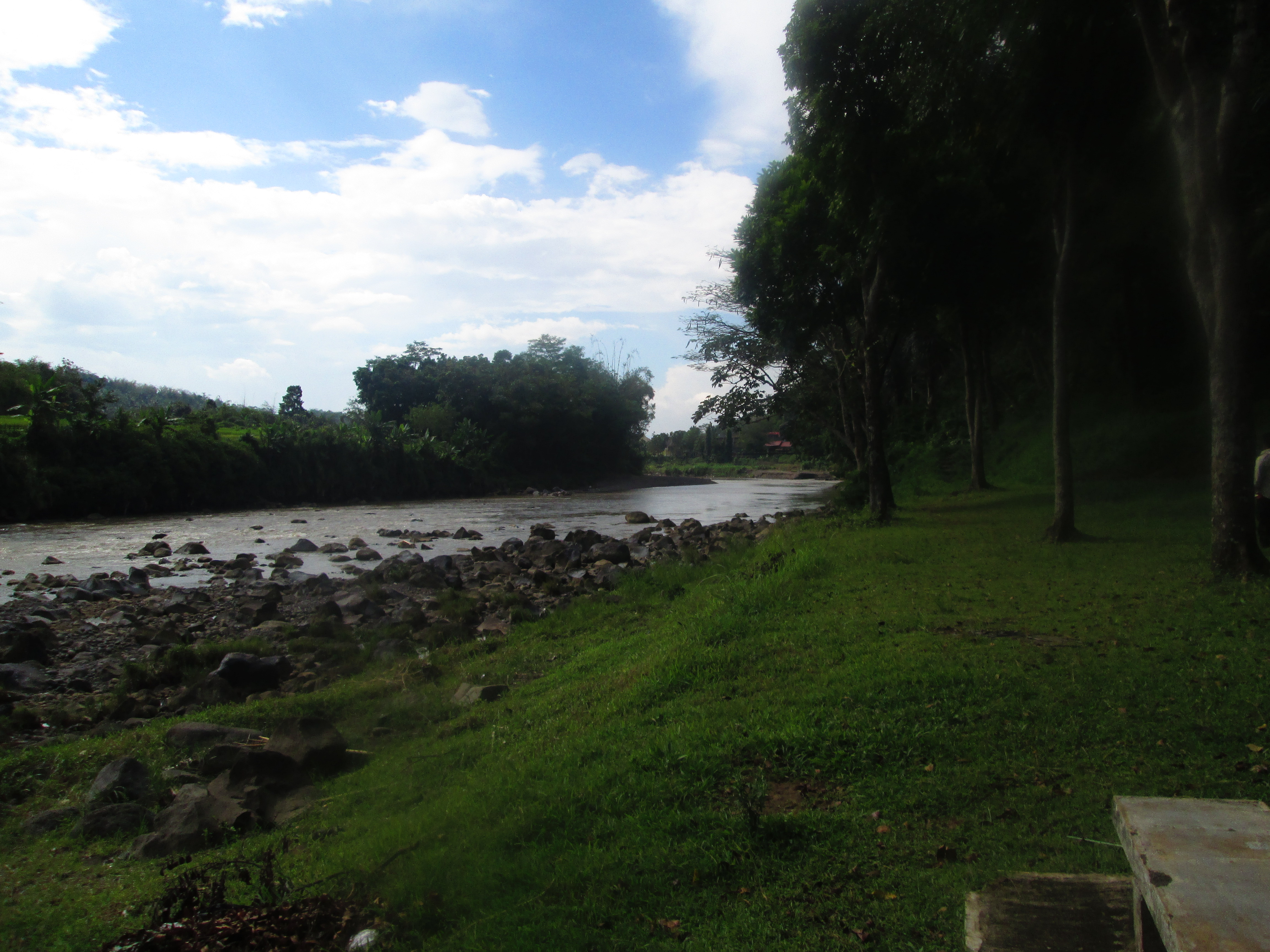
Река Прого в районе Таман Кай Ланггенг, Центральная Ява

Река протекает на юго-восток через город Магеланг, затем через историческую равнину Кеду, проходящую недалеко от известных храмов Боробудур, Мендут и Павон. Достигнув провинции Джокьякарта, река образует естественную границу между регентством Слеман, регентством Кулон-Прого регентством Бантул. Устье реки расположено на пляже Трисик на южном берегу Явы, впадает в Индийский океана.
Правые притоки — Кеду, Гинтунг, Клегунг, Семаванг и Танси — берут начало на склонах вулкана Самбинг высотой 3320 метров; левые притоки — Эло, Пабелан, Блонгкенг, Батанг, Красак — имеют истоки на вулканах Мербабу и Мерапи.
На реке стоят города Темангунг, Магеланг, Нангулан, Срандакан.

## Климат
Река протекает в юго-западной части острова Ява с преимущественно тропическим муссонным климатом (обозначается как Am в классификации климата Кеппен-Гейгера). Среднегодовая температура в этом районе составляет 24 °C. Самый теплый месяц — январь, когда средняя температура составляет около 27 °C, самый холодный — июль, 23 °C. Среднегодовое количество осадков составляет 2970 мм. Самый влажный месяц — январь, в среднем 537 мм осадков, а самый сухой — сентябрь, 22 мм осадков.

## История
Территория вокруг реки была ареной сражений индонезийского национального героя Дипонегоро против голландских колонизаторов во время великого восстания 1825—1830 годов.